# Nelson Riddle
Nelson Smock Riddle, Jr. (Oradell, 1 de junho de 1921 – Los Angeles, 6 de outubro de 1985) foi um arranjador, compositor, líder de banda e orquestrador americano cuja carreira se estendeu do final dos anos 1940 até meados dos anos 1980. Ele trabalhou com muitos vocalistas mundialmente famosos incluindo Frank Sinatra, Ella Fitzgerald, Nat King Cole, Judy Garland, Dean Martin, Peggy Lee, Johnny Mathis, Rosemary Clooney e Keely Smith. Ele marcou e arranjou músicas para muitos filmes e programas de televisão, ganhando um Prêmio da Academia e três prêmios Grammy. Ele obteve sucesso comercial e de crítica com uma nova geração na década de 1980, em um trio de álbuns Platinum com Linda Ronstadt.

## Filmografia selecionada
- Flame of the Islands (1956)
- Lisbon (1956)
- Johnny Concho (1956)
- A Hole in the Head (1959)
- Li'l Abner (1959)
- Ocean's 11 (1960)
- Lolita (1962)
- Come Blow Your Horn (1963)
- 4 for Texas (1963)
- Paris When It Sizzles (1964)
- What a Way to Go! (1964)
- Robin and the 7 Hoods (1964)
- Harlow (1965)
- Marriage on the Rocks (1965)
- A Rage to Live (1965)
- Red Line 7000 (1965)
- Batman (1966)
- El Dorado (1966)
- The Spy in the Green Hat (1966)
- The Maltese Bippy (1969)
- The Great Bank Robbery (1969)
- The Blue Knight (1973)
- The Great Gatsby (1974)
- How to Break Up a Happy Divorce (1976)
- Harper Valley PTA (1978)
- Goin' Coconuts (1978)
- Rough Cut (1980)
- Chattanooga Choo Choo (1984)

## Álbuns
- The Music From "Oklahoma!" (Capitol, 1955)
- Lisbon Antigua (1956)[2]
- The Tender Touch (Capitol, 1956)
- Hey...Let Yourself Go! (Capitol, 1957)
- C'mon... Get Happy! (Capitol, 1958)
- Sea of Dreams (Capitol, 1958)
- Witchcraft! (1958)
- Sing a Song with Riddle (Capitol, 1959)
- The Joy of Living (Capitol, 1959)
- Dance To The Music Of "Tenderloin" (Capitol, 1961)
- Magic Moments from "The Gay Life" (Capitol, 1961)
- Love Tide (Capitol, 1961)
- Love Is a Game of Poker (Capitol, 1962)
- Route 66 Theme and Other Great TV Hits (Capitol, 1962)
- More Hit TV Themes (Capitol, 1963)
- White on White, Shangri-La, Charade & Other Hits of 1964 (Reprise, 1964)
- Original Music From "The Rogues" (RCA, 1964)
- Interprets Great Music, Great Films, Great Sounds (Reprise, 1964)
- NAT: An Orchestral Portrait of Nat "King" Cole (Reprise, 1966)
- Music for Wives and Lovers (Solid State, 1967)
- The Bright and the Beautiful (Liberty, 1967)
- The Riddle of Today (Liberty, 1968)
- The Contemporary Sound of Nelson Riddle (United Artists, 1968)
- British Columbia Suite (Capilano, 1969)
- The Look of Love (Bulldog, 1970)
- Nelson Riddle Conducts the 101 Strings (Marble Arch, 1970)
- The Sound of Magnificence with 101 Strings (Alshire, 1970)
- Changing Colors (MPS, 1972)
- Communication (MPS, 1972)
- Vive Legrand! (Daybreak, 1973)
- Top Hat (Angel, 1981)
- Romance, Fire and Fancy (Intersound, 1983)

Com Nat King Cole
- Unforgettable (Capitol, 1954)
- Nat King Cole Sings for Two in Love (Capitol, 1954)
- The Piano Style of Nat King Cole (Capitol, 1955)
- Ballads of the Day (Capitol, 1956)
- This is Nat King Cole (Capitol, 1957)
- St. Louis Blues (Capitol, 1958)
- Cole Español (1958)
- To Whom It May Concern (Capitol, 1959)
- Wild Is Love (Capitol, 1960)
- Nat Cole Sings the Great Songs (Capitol, 1964)

Com Ella Fitzgerald
- Ella Fitzgerald Sings the George and Ira Gershwin Songbook (Verve, 1959)
- Ella Swings Gently with Nelson (Verve, 1962)
- Ella Swings Brightly with Nelson (Verve, 1962)
- Ella Fitzgerald Sings the Jerome Kern Songbook (Verve, 1963)
- Ella Fitzgerald Sings the Johnny Mercer Songbook (Verve, 1964)
- Ella Loves Cole
- Dream Dancing  (Atlantic, 1972)
- The Best Is Yet to Come (Pablo, 1982)

Com Linda Ronstadt
- What's New?  (Elektra, 1983)
- Lush Life (Elektra, 1984)
- For Sentimental Reasons (Elektra, 1986)

Com Frank Sinatra
- Swing Easy (Capitol, 1954)
- Songs for Young Lovers (Capitol, 1954)
- In the Wee Small Hours (Capitol, 1955)
- Songs for Swingin' Lovers (Capitol, 1956)
- This is Sinatra (Capitol, 1956)
- Close to You (Capitol, 1956)
- A Swingin' Affair! (Capitol, 1956)
- This is Sinatra (Volume 2) (Capitol, 1958)
- Frank Sinatra Sings for Only the Lonely (Capitol, 1958)
- Look to Your Heart (Capitol, 1959)
- Nice 'n' Easy (Capitol, 1960)
- Sinatra's Swingin' Session!!! (Capitol, 1960)
- All the Way (Capitol, 1961)
- Sinatra Sings of Love & Things (Capitol, 1962)
- The Concert Sinatra (1963)
- Sinatra's Sinatra (1963)
- Days of Wine & Roses (Reprise, 1964)
- Strangers in the Night (Reprise, 1966)
- Moonlight Sinatra (Reprise, 1966)

Com Keely Smith
- I Wish You Love (Capitol, 1958)
- Swingin' Pretty (Capitol, 1959)
- Little Girl Blue/Little Girl New  (Reprise, 1963)

Com outros
- Anna Maria Alberghetti, Warm and Willing (Capitol, 1960)
- Shirley Bassey, Let's Face the Music (Columbia, 1962)
- Shirley Bassey, Shirley Bassey Sings the Hit Song from Oliver! (United Artists, 1963)
- Rosemary Clooney, Rosie Solves the Swingin' Riddle (RCA Victor, 1961)
- Rosemary Clooney, Love (Reprise, 1962)
- Bing Crosby, Return to Paradise Islands (Reprise, 1964)
- Sammy Davis, Jr., That's Entertainment (MGM, 1974)
- Frank Sinatra, Jr., Spice (Daybreak, 1971)
- Buddy DeFranco, Cross Country Suite (Dot, 1958)
- Eddie Fisher, Games That Lovers Play (RCA, 1966)
- Judy Garland, Judy (1956)
- Judy Garland, Judy in Love (Capitol, 1958)
- Antonio Carlos Jobim, The Wonderful World of Antonio Carlos Jobim (Warner Bros., 1965)
- Jack Jones, There's Love and There's Love and There's Love (Kapp, 1965)
- Kiri Te Kanawa, Blue Skies (London, 1985)
- Steve Lawrence, Portrait of Steve (MGM, 1972)
- Peggy Lee, The Man I Love (Capitol, 1957)
- Peggy Lee, Jump for Joy (Capitol, 1958)
- Dean Martin, This Time I'm Swingin'  (Capitol, 1960)
- Dean Martin, Cha Cha de Amor  (Capitol, 1962)
- Johnny Mathis, I'll Buy You a Star (Capitol, 1962)
- Johnny Mathis, Live it Up (Columbia, 1963)
- Oscar Peterson, Oscar Peterson & Nelson Riddle (Verve, 1964)
- Sue Raney, When Your Lover Has Gone (Capitol, 1958)
- Mavis Rivers, Take a Number (Capitol, 1959)
- Tommy Sands, When I'm Thinking of You (Capitol, 1959)
- Tommy Sands, Dream with Me (Capitol, 1960)
- Dinah Shore, Dinah, Yes Indeed! (Capitol, 1959)
- Phil Silvers, Phil Silvers and Swinging Brass (Columbia, 1956)
- Frank Sinatra Jr., His Way (Daybreak, 1972)
- Pinky Tomlin, Country Boy (Arvee, 1963)
- Ed Townsend, New in Town (Capitol, 1959)
- Ed Townsend, Glad to Be Here (Capitol, 1959)
- Slim Whitman, All Time Favorites (1964)
- Danny Williams, Swinging for You (1962)

## Singles[3]
- "Lisbon Antigua" (US No. 1 - February 1956)
- "Port Au Prince" (US No. 20 - April 1956)
- "Theme from The Proud Ones" (US No. 39 - July 1956)
- "Route 66 Theme" (US No. 30 - June 1962 - AC No. 9, 1962)
- "Naked City Theme" (US No. 130 - October 1962)
- "What's New" (Featuring Linda Ronstadt) (US No. 53 - December 1983 - AC No. 5, 1983)
- "I've Got a Crush On You" (Featuring Linda Ronstadt) (AC No. 7, 1984)

## Arranjador de cinema e televisão
- The Rosemary Clooney Show (1956)
- Pal Joey (1957)
- Can-Can (1960)
- Robin and the 7 Hoods (1964)
- Paint Your Wagon (1969)
- On a Clear Day You Can See Forever (1970)
- The Julie Andrews Hour (1973)
- The Carpenters: Music, Music, Music (1980)
- Till There Was You
- A Man and His Music

## Compositor para cinema e televisão
- Lisbon (1956))
- Li'l Abner (1959)
- The Untouchables (1959 TV)
- Route 66 (1960 TV)
- Naked City (1960 TV)
- Ocean's Eleven (1960)
- Lolita (1962)
- 4 for Texas (1963)
- The Rogues (TV series) (1964)
- A Rage to Live (1965)
- Batman (1966 film)
- Batman (1966–68 TV )
- El Dorado (1966)
- How to Succeed in Business Without Really Trying (1967)
- This Is Your Life (1971)
- Emergency! (1972)
- The Great Gatsby (1974)